# Macintosh LC
Le Macintosh LC est un ordinateur Macintosh d'Apple commercialisé en octobre 1990. Il était principalement destiné au marché de l'éducation et familial. Il fut très populaire car c'était le premier Macintosh familial (de par son prix de 2 400 $, moins élevé que les autres Macintosh) à intégrer une carte vidéo pouvant gérer la couleur en standard (d'où le nom LC pour Low-cost Color). Son format physique l'avait fait surnommer "boîte à pizza".
Il était aussi très apprécié des utilisateurs car intégralement assemblé par des clips, de sorte qu'il était possible de le démonter totalement en moins de 30 secondes et sans outil, de changer un élément, et de le remonter de la même manière.
Il fut remplacé en mars 1992 par le LCII, qui réalisera de meilleures ventes que son prédécesseur. Le LC fut le premier de toute une série de Macintosh vendus sous les deux noms de LC (modèles pour l'éducation) et de Performa (pour le reste du marché). Cette série disparut en 1998 à la sortie de l'iMac.